# 山内乃理子
山内 乃理子（やまうち のりこ、1967年10月23日 - ）は、日本のモデル、タレント。オスカープロモーション所属で、過去にはディスカバリー・エンターテインメントに所属していた。

## 来歴
神奈川県出身。15歳の時に俳優養成所に入る。
その後は進路を特に定めないまま高校を卒業したが、叔父が営んでいる原宿の美容室へ向かっている最中、モデル事務所のマネージャーからスカウトされた。その事を一度叔父に相談してから事務所を訪れたが、まだ入るとも言わないうちからいきなりモデルに採用。モデルのレッスンもオーディションもないままマネージャーが取ってきた仕事を紹介され、現場で仕事を覚えていった。
40歳の時にテレビ東京の通販番組のオーディションを受け、2009年に同局朝の番組『ものスタMOVE』のリポーター兼MC（司会）に抜擢された。以来、同局の番組に出演し続けている。

## 人物
元夫は写真家の山内順仁（2025年没）で、元夫との間には3人の子がいる。
趣味は陶芸。特技は華道とマラソン。ホノルルマラソンを2回完走しており、1991年頃には皇居外苑を一日10キロ走っていた。
日本ウォーキングセラピスト協会から「姿勢アドバイザー」「ウォーキングアドバイザー」に、日本野菜ソムリエ協会から「ベジフルビューティーセルフアドバイザー」に、ハルメソッド振興協会から「インストラクター」に、日本メンタルエステ協会から「メンタルセラピスト」に認定されている。いけばな小原流三級家元教授の有資格者でもある。

## 出演

### テレビ番組
いずれもテレビ東京の番組。
- ものスタMOVE ショッピングスペシャル（2009年3月19日深夜）[10]
- ものスタMOVE（2009年3月30日 - 2010年10月1日） - リポーター兼MC
- 7スタBratch! （2010年10月4日 - 2011年9月30日） - メインMC
- 7スタLIVE → 7スタライブ（2011年10月3日 - 2014年3月27日）
- ものスタ（2012年4月16日 - ）[10] - VTR出演
- てれとshopサンデー → ものスタサンデー（2012年7月1日 - ）[10]
- てれとマートTV （2013年1月5日深夜 - 2016年4月1日深夜）[10]
- ベガスマート（2013年8月24日深夜 - ）[10]
- 生活情報マーケット なないろ日和! （2014年3月31日 - ） - テレビ東京ショッピングキャスター

### CM
山内が講師を務める企業研修会社のサイトには「雑誌、広告、50社以上のCMに出演」と記されている。
- ピザハット[11]
- 課長島耕作シリーズ（NTT DoCoMo）[11]
- パンパース（P&G）[11]
- 夏生・秋生・春生（アサヒビール）[11]
- 日本たばこ産業企業広告[9]
- シンプロ（カネボウホームプロダクツ）[9]
- お中元篇（三越）[9]
- 電話でセレクト/10000円保険シリーズ（アリコジャパン）[9]
- ピタットハウス〜庭付きマンション篇（ピタットハウスネットワーク）[9]
- おっとっと（森永製菓）[9]

### スチール広告
- オージオ化粧品[9]
- ユニクロ[9]